# Michael Dingsdag
Michael Dingsdag, född 18 oktober 1982 i Amsterdam, är en nederländsk före detta fotbollsspelare som sedan 2015 spelar i NAC Breda. Han har även spelat i bland annat Vitesse och SC Heerenveen.